# Herwen en Aerdt
Herwen en Aerdt is een voormalige Nederlandse gemeente in de provincie Gelderland. 
De gemeente werd op 1 januari 1818 gevormd uit de opgeheven gemeente Lobith en een gedeelte van de opgeheven gemeente Herwen. Het andere deel van de gemeente Herwen werd de nieuwe gemeente Pannerden. Op 1 januari 1985 werd de gemeente Herwen en Aerdt samengevoegd met Pannerden en vormde de nieuwe gemeente Rijnwaarden, die op zijn beurt op 1 januari 2018 is toegevoegd aan de gemeente Zevenaar.
Herwen en Aerdt omvatte de dorpen Herwen, Aerdt, Lobith, Spijk en Tolkamer plus het omliggend gebied. In 1985 telde de gemeente 8124 inwoners en een oppervlak van 2,754 km².

## Geboren
- Jan van Aken (1961), schrijver
- Klaas Touwen (1957), predikant